# Lithiumiodat
Lithiumiodat ist eine anorganische Verbindung aus der Gruppe der Iodate.

## Eigenschaften
Lithiumiodat kristallisiert in zwei verschiedenen Strukturen. Die erste kristallisiert im hexagonalen Kristallsystem in der Raumgruppe P63 (Raumgruppen-Nr. 173) mit den Gitterparametern a = 5,478 und c = 5,170 Å sowie 2 Formeleinheiten pro Elementarzelle. Die zweite kristallisiert im tetragonalen Kristallsystem in der Raumgruppe P42/n (Raumgruppen-Nr. 86) mit 8 Formeleinheiten pro Elementarzelle. Beide Kristallstrukturen sind bei Raumtemperatur stabil. Die Verbindung weist einen starken piezoelektrischen Effekt auf.